# 商業地理学
商業地理学（しょうぎょうちりがく、英語: commercial geography）は商業を地理学的に考察する分野で、卸売業と小売業が研究対象となる。経済地理学の一分野であり、商業の空間的特性に着目して、商業活動の様子や商品の種類、商業活動が行われる地域の地理的特徴などの研究が行われる。
元々、経済学は財を取り扱う学問であるため、重複も多く商業地理学は長らく、工業地理学や農業地理学に比べてそのアイデンティティを発揮する事は出来なかったが、市場が国際化・グローバル化されてきたのに伴い、中心地理論やマーケティング論などと相まって独自の色を発揮できるようになってきた。
近年では、多様化している小売店の立地展開（スーパーやコンビニ、ディスカウントストアなどが代表的）、商店街などの商圏の地域分析、消費者の動向の地理的な影響の分析も多くなってきている。
立地論や、流通地理学、都市地理学などとの密接度が強く、これらの領域と峻別すること自体意味をなさないほどになっている。